# Rondotia menciana
Rondotia menciana är en fjärilsart som beskrevs av Moore 1885. Rondotia menciana ingår i släktet Rondotia och familjen silkesspinnare. Inga underarter finns listade.